# Rouble de Sestroretsk
Le rouble de Sestroretsk est une pièce de monnaie de l'Empire russe émise en 1770 et 1771, sous le règne de Catherine II.

## Histoire
En 1769, Catherine II fait émettre les roubles d'assignation (en russe ассигнационный рубль, assignatsionny roubl') afin de financer ses campagnes militaires, ces assignats étaient échangeables contre des espèces de cuivre et le gouvernement s'orienta alors vers une pièce d'un rouble de cuivre (plus facile à produire que les 20 pièces de 5 kopecks).  
Le poids et l’encombrement de cette nouvelle monnaie (une pièce pesait 1 kilogramme environ) pouvaient également dissuader bon nombre de possesseurs d’assignats de venir rapidement en réclamer la contrepartie en cuivre.  
La fabrication fut confiée à l’arsenal militaire de Sestroretsk, près de Saint-Pétersbourg. Premièrement, on produisit les flans à partir de barres de cuivre de diamètre adéquat, puis on sciait celles-ci à la bonne dimension. Mais cette technique se révéla excessivement difficile et l’on décida alors de couler les flans. Malheureusement, ce second mode de fabrication se révéla beaucoup trop onéreux pour une production à grande échelle et le projet fut abandonné après huit ans d’essais peu concluants. 
Les coins furent stockés à l'hôtel de la monnaie de Saint-Pétersbourg. Quelques très rares nouvelles frappes furent émises dans les années 1840-1850 avec les coins d’origine, mais avec de nouvelles viroles, les originales ayant été perdues.

## Caractéristiques
La pièce, constituée de cuivre massif, a un diamètre de 77 millimètres, une épaisseur de 26 millimètres et un poids de 1,041 kilogramme, ce qui en fait la plus grosse pièce en cuivre jamais émise. Elle est un millimètre plus large et plus épaisse qu'un palet de hockey standard.